# 內沙布爾
內沙布爾（波斯語：‎，羅馬化：Nīshāpūr/ Nišâpur/ Nişapur/ Nīshābūr/ Neyshābūr/ Neeshapoor），古稱乃沙不兒或你沙不兒，又譯納霞堡，是伊朗東北部的城市，位於禮薩呼羅珊省。距離首都德黑蘭670公里，海拔高度1,250米，主要經濟活動有農業、畜牧業和皮革業。2006年人口205,972。
內沙布爾是波斯詩人欧玛尔·海亚姆的故鄉，他的墳墓位於該城南郊。

## 特產
地毯、綠松石、蔬菜、鋼鐵

## 外部連結
- Nishapur Mayors （波斯文）
- Nishapur governors （页面存档备份，存于） （波斯文）
- Ceramics of Nishapur and other centers
- World Gazetteer on Nishapur
- Neyshaburian e-newspaper （波斯文）
- A useful weblog about Nishapur（页面存档备份，存于） （波斯文）
- wooden village website （页面存档备份，存于）
- Nishapur Mathhouse
- Neyshabur bonyad （页面存档备份，存于） （波斯文）